# ジャン2世 (フランス王)

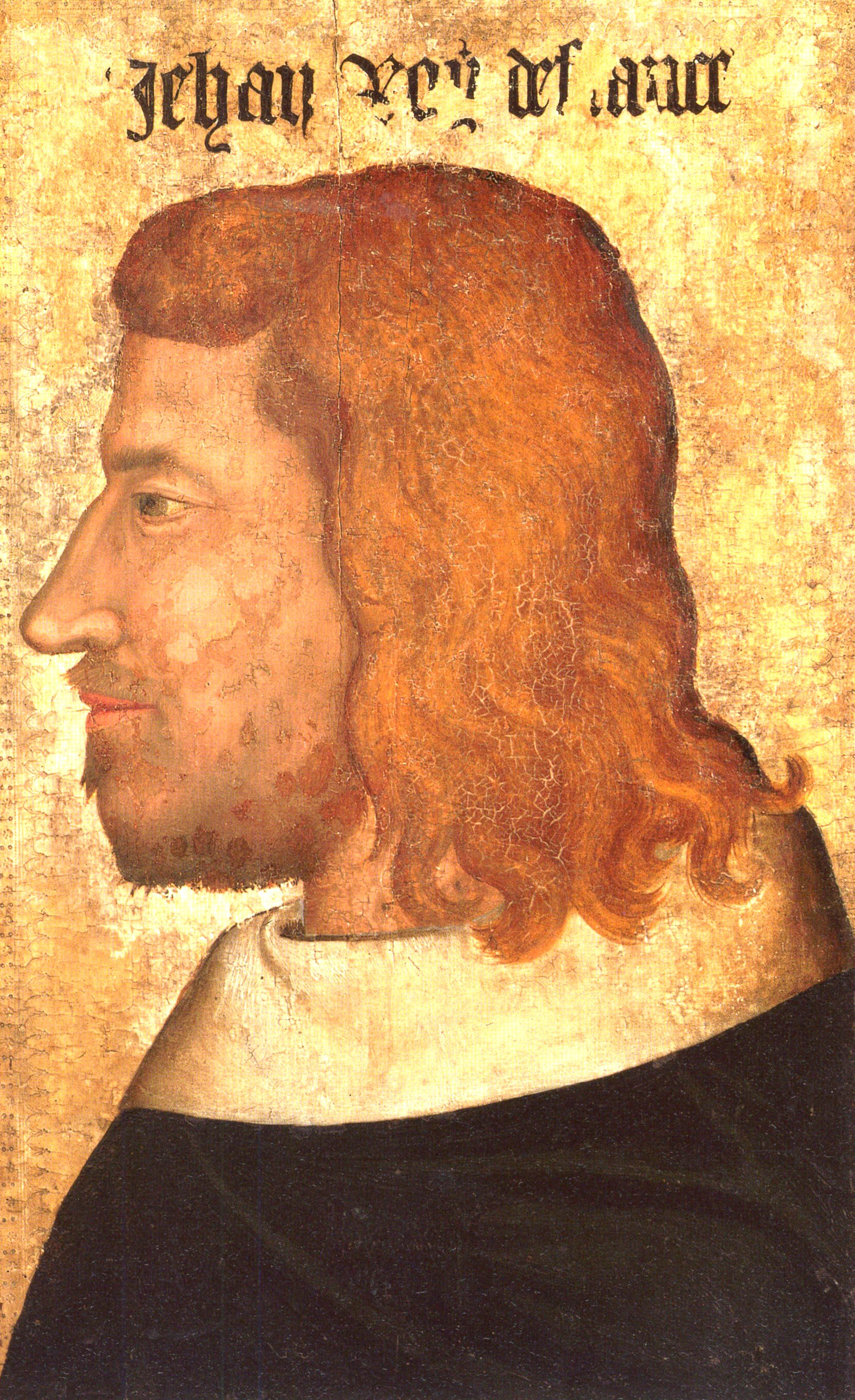
『ジャン2世善良公の肖像』 (14世紀半ば)、ルーヴル美術館、パリ

ジャン2世（Jean II, 1319年4月16日 - 1364年4月8日）は、フランス・ヴァロワ朝の第2代国王（在位：1350年 - 1364年）。初代国王フィリップ6世と王妃ジャンヌ・ド・ブルゴーニュの子。善良王（le Bon）と呼ばれた。

## 生涯
王太子時代の1332年にボヘミア（ベーメン）王ヨハン（ジャン、ヤン）の娘ボンヌと結婚し、王太子シャルル、アンジュー公ルイ、ベリー公ジャン、ブルゴーニュ公フィリップらをもうけたが、ボンヌは夫の即位前の1349年に黒死病で死去した。同年、オーヴェルニュ女伯ジャンヌと再婚した。
1350年、父フィリップ6世の崩御により後を継いで即位、9月26日にランス大聖堂で戴冠した。当時のフランスはイングランドとの百年戦争の渦中にあり、ジャン2世は父の遺志を継いでイングランドに対抗した。1355年、エドワード黒太子率いるイングランド軍がギュイエンヌに侵攻してくると、これに対抗しようと王太子である長子シャルルと共に出陣し、翌1356年にポワティエの戦いにてイングランド軍と激突したが、ジャン2世は戦上手で知られたエドワード黒太子の敵ではなく、軍は大敗して自身は捕虜となった。
その後、フランスは王太子シャルルが摂政として統治した。ジャン2世はエドワード黒太子から手厚い処遇を受け、イングランドでの旅行も許された。1360年にブレティニー条約が結ばれると、子のルイが代わりに人質になることで解放された。しかし、1363年7月にルイが脱走したためやむなくイングランドに渡った。1364年にロンドンにて虜囚のままで没し、後をシャルルが継いだ。

## 家族
最初の妻ボンヌ・ド・リュクサンブールとの間には4男7女をもうけた。
- ブランシュ（1336年）
- シャルル5世（1338年 - 1380年）　フランス王
- カトリーヌ（1338年）
- ルイ（1339年 - 1384年）　ヴァロワ＝アンジュー家の祖、アンジュー公、プロヴァンス伯、ナポリ王
- ジャン（1340年 - 1416年）　ベリー公
- フィリップ（1342年 - 1404年）　ヴァロワ＝ブルゴーニュ家の祖、ブルゴーニュ公（豪胆公と呼ばれる）
- ジャンヌ（1343年 - 1373年）　ナバラ王カルロス2世（悪人王、エヴルー伯シャルル）と結婚
- マリー（1344年 - 1404年）　バル公ロベール1世と結婚
- アニェス（1345年 - 1349年）
- マルグリット（1347年 - 1352年）
- イザベル（1348年 - 1372年）　ミラノ公ジャン・ガレアッツォ・ヴィスコンティと結婚

2度目の妻ジャンヌ・ドーヴェルニュとの間には2女をもうけたが、いずれも夭逝した。
- ブランシュ（1350年）
- カトリーヌ（1352年）